# Nigel Don

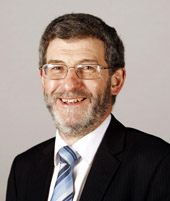
Nigel Don

Nigel Don (* 16. April 1954) ist ein schottischer Politiker und Mitglied der Scottish National Party (SNP).

## Leben
Don besuchte die Universität Cambridge und schloss als Chemieingenieur ab. Anschließend war er als Chemieingenieur in der Waschmittelherstellung tätig. Ab 1989 blieb Don zu Hause und widmete sich der Kindererziehung. Nebenbei war er als Musiklehrer tätig. Nigel Don lebt zusammen mit seiner Ehefrau in Brechin.

## Politischer Werdegang
2003 wurde Don für die SNP in den Stadtrat von Dundee gewählt. Zu den schottischen Parlamentswahlen 2007 bewarb sich Don um ein Listenmandat der Wahlregion North East Scotland. Obschon er nur auf dem vierten Rang der Wahlliste der SNP gesetzt war, erhielt er eines der beiden Listenmandate für die SNP, da seine vor ihm platzierten Parteikollegen Alex Salmond und Brian Adam jeweils Direktmandate errangen. Bei den Parlamentswahlen 2011 bewarb sich Don um das Direktmandat des nach der Wahlkreisreform 2011 neugeschaffenen Wahlkreises Angus North and Mearns. Er errang das Direktmandat des Wahlkreises mit deutlichem Vorsprung vor Alex Johnstone von der Conservative Party.